# Christopher Lawless
Christopher "Chris" Lawless (Wigan, Gran Manchester, 4 de novembre de 1995) és un ciclista anglès, professional des del 2015. Combina la carretera amb el ciclisme en pista.

## Palmarès en ruta
- 2013
  -  Campió del Regne Unit júnior en ruta
  - Vencedor d'una etapa al Trofeu Karlsberg
- 2016
  - Vencedor d'una etapa al New Zealand Cycle Classic
- 2017
  -  Campió del Regne Unit sub-23 en ruta
  - 1r al ZLM Tour
  - Vencedor d'una etapa al Tour de Beauce
  - Vencedor d'una etapa al Tour de l'Avenir
- 2018
  - Vencedor d'una etapa a la Setmana Internacional de Coppi i Bartali
- 2019
  - 1r al Tour de Yorkshire

## Palmarès en pista
- 2014
  -  Campió del Regne Unit en persecució per equips (amb Germain Burton, Christopher Latham i Oliver Wood)